# 藤原宗重
藤原 宗重（ふじわら の むねしげ）は、平安時代後期の公家。藤原北家中御門流、右大臣・藤原宗忠の四男。官位は従五位上・刑部少輔または治部大輔。

## 経歴
長治3年（1106年）正月10日、父・宗忠の加冠により元服し従五位下に叙爵（『中右記』）。天永2年（1111年）7月に源基俊の娘と婚姻する。
その後、刑部少輔に任ぜられるが、天承元年（1131年）10月11日、害に遭い殺害された（『百錬抄』、『時信記』）。享年41。極位は従五位上。

## 系譜
- 父：藤原宗忠
- 母：藤原行房の娘
- 妻：源基俊の娘
  - 男子：行禅
- 生母不明の子女
  - 男子：宗覚
  - 女子：（1107-?）
  - 女子：（1114-?）